# آنا غوتليب
آنا غوتليب (بالألمانية: Anna Gottlieb)‏ (و. 1774 – 1856 م) هي مغنية، ومغنية أوبرا، وممثلة، وممثلة مسرحية نمساوية، ولدت في فيينا، توفيت في فيينا، عن عمر يناهز 82 عاماً.